# Ландри, Жислен
Жислен Ландри (англ. Ghislaine Landry, родилась 27 апреля 1988 года в Торонто) — канадская регбистка, защитница, бронзовый призёр летних Олимпийских игр 2016 года в составе сборной Канады по регби-7. Чемпионка Панамериканских игр 2015 года, капитан сборной Канады по регби-7 с сезона 2016/2017; первая регбистка, набравшая 1000 очков в Мировой серии.

## Биография

### Семья и личная жизнь
Родители: Питер и Мэри-Энн, есть старшая сестра Алекси. Окончила в 2010 году университет Святого Франциска Ксаверия по специальности «Кинетика человека». Увлекается в свободное время пешим туризмом и пикниками. Жизненное кредо — «Где не помогает талант, поможет упорная работа».
В 2006 году совершила каминг-аут, со своим партнёром в браке с 2018 года. Есть дочь (род. 2021).

### Игровая карьера
Регби занимается с 14 лет, выступала за команду провинции Онтарио, затем играла за команду университета Святого Франциска Ксаверия. За время выступлений за команду университета выиграла приз новичка года, два раза подряд титул лучшего игрока и титул чемпионки Канады среди студентов. Дебют в сборной состоялся в 2011 году. В 2013 году Ландри стала серебряным призёром чемпионата мира в Москве, получив затем приз спортсменки недели от Олимпийского комитета Канады. В сезоне 2014/2015 Ландри стала лучшим бомбардиром Мировой серии по регби-7 по очкам (297 очков), в 2015 году выиграла Панамериканские игры, набрав 47 очков (5 попыток и 11 из 21 реализаций).
В сезоне 2015/2016 Ландри стала лучшим бомбардиром со 158 очками и попала в символическую сборную. В 2016 году стала бронзовым призёром Олимпиады в Рио-де-Жанейро: в шести матчах она набрала 41 очко, занеся пять попыток и 8 раз забив с реализаций. В 2017 году стала рекордсменкой по числу набранных очков в истории Мировой серии (706 очков).
На чемпионате мира 2018 года в Сан-Франциско Ландри была капитаном канадской сборной.

## Достижения
- Серебряный призёр чемпионата мира (регби-7): 2013[11]
- Бронзовый призёр Олимпийских игр (регби-7): 2016[12]
- Член символической сборной этапа Мировой серии в Канаде: 2017 (Лэнгфорд)[13]